# Famaillá
Famaillá es una ciudad de la provincia de Tucumán de Argentina. Es la cabecera y la ciudad más grande del departamento homónimo. Es conocida en el ámbito provincial como la capital del arte ya que en ella hay distintos monumentos que nos muestran los grandes artistas que hay en ella (en el 2023 se instaló una estatua de Lionel Messi). En la actualidad gobierna el intendente José Orellana (El Melli), quien lo hace por tercera vez en la localidad. También, a su vez, aquí vive el reconocido atleta y maratonista Lautaro Micho Bazan, ganador invicto de la Copa Pistón con el equipo de Arroyito.
Está situada en el piedemonte tucumano, a treinta y cinco kilómetros de San Miguel de Tucumán y a 339 m s. n. m. Es cruzada por el río Famaillá, afluente del río Balderrama. Su clima es subtropical húmedo.
El INDEC reconoce a la localidad de Ex Ingenio Nueva Baviera como un componente de Famaillá. Dicha localidad se halla al sudeste de Famaillá, al otro lado de la Ruta Nacional 38.

## Población
Cuenta con 22 924 habitantes (Indec, 2010), lo que representa un incremento del 10 % frente a los 20 762 habitantes (Indec, 2001) del censo anterior. Estas cifras incluyen a Nueva Baviera.
| Gráfica de evolución demográfica de Famaillá entre 1960 y 2010 |
|                                                                |
| Fuentes: INDEC                                                 |

## Clima
| Parámetros climáticos promedio de Famaillá INTA (1991–2020) | Parámetros climáticos promedio de Famaillá INTA (1991–2020) | Parámetros climáticos promedio de Famaillá INTA (1991–2020) | Parámetros climáticos promedio de Famaillá INTA (1991–2020) | Parámetros climáticos promedio de Famaillá INTA (1991–2020) | Parámetros climáticos promedio de Famaillá INTA (1991–2020) | Parámetros climáticos promedio de Famaillá INTA (1991–2020) | Parámetros climáticos promedio de Famaillá INTA (1991–2020) | Parámetros climáticos promedio de Famaillá INTA (1991–2020) | Parámetros climáticos promedio de Famaillá INTA (1991–2020) | Parámetros climáticos promedio de Famaillá INTA (1991–2020) | Parámetros climáticos promedio de Famaillá INTA (1991–2020) | Parámetros climáticos promedio de Famaillá INTA (1991–2020) | Parámetros climáticos promedio de Famaillá INTA (1991–2020) |
| Mes                                                         | Ene.                                                        | Feb.                                                        | Mar.                                                        | Abr.                                                        | May.                                                        | Jun.                                                        | Jul.                                                        | Ago.                                                        | Sep.                                                        | Oct.                                                        | Nov.                                                        | Dic.                                                        | Anual                                                       |
| ----------------------------------------------------------- | ----------------------------------------------------------- | ----------------------------------------------------------- | ----------------------------------------------------------- | ----------------------------------------------------------- | ----------------------------------------------------------- | ----------------------------------------------------------- | ----------------------------------------------------------- | ----------------------------------------------------------- | ----------------------------------------------------------- | ----------------------------------------------------------- | ----------------------------------------------------------- | ----------------------------------------------------------- | ----------------------------------------------------------- |
| Temp. máx. abs. (°C)                                        | 40.0                                                        | 38.8                                                        | 35.9                                                        | 34.0                                                        | 31.5                                                        | 28.8                                                        | 32.1                                                        | 36.9                                                        | 39.8                                                        | 42.8                                                        | 43.7                                                        | 39.9                                                        | 43.7                                                        |
| Temp. máx. media (°C)                                       | 31.0                                                        | 29.6                                                        | 27.8                                                        | 24.7                                                        | 21.2                                                        | 18.8                                                        | 19.3                                                        | 22.6                                                        | 25.4                                                        | 27.8                                                        | 29.4                                                        | 30.6                                                        | 25.7                                                        |
| Temp. media (°C)                                            | 25.1                                                        | 23.8                                                        | 22.6                                                        | 19.2                                                        | 15.5                                                        | 12.4                                                        | 11.3                                                        | 14.0                                                        | 17.4                                                        | 20.9                                                        | 23.0                                                        | 24.6                                                        | 19.1                                                        |
| Temp. mín. media (°C)                                       | 19.7                                                        | 19.2                                                        | 18.2                                                        | 15.1                                                        | 11.3                                                        | 7.5                                                         | 5.2                                                         | 6.9                                                         | 10.0                                                        | 14.5                                                        | 17.1                                                        | 19.0                                                        | 13.6                                                        |
| Temp. mín. abs. (°C)                                        | 11.7                                                        | 9.8                                                         | 8.7                                                         | 3.7                                                         | -0.4                                                        | -2.5                                                        | -4.1                                                        | -2.6                                                        | -1.4                                                        | 2.1                                                         | 6.6                                                         | 8.8                                                         | -4.1                                                        |
| Precipitación total (mm)                                    | 290.6                                                       | 214.8                                                       | 195.2                                                       | 98.5                                                        | 48.4                                                        | 22.3                                                        | 10.5                                                        | 10.0                                                        | 23.0                                                        | 79.1                                                        | 135.4                                                       | 199.3                                                       | 1327.0                                                      |
| Días de precipitaciones (≥ 0.1 mm)                          | 13.7                                                        | 12.8                                                        | 14.6                                                        | 10.6                                                        | 9.0                                                         | 6.5                                                         | 3.8                                                         | 2.0                                                         | 3.9                                                         | 8.2                                                         | 10.9                                                        | 13.1                                                        | 109.1                                                       |
| Humedad relativa (%)                                        | 79.8                                                        | 83.2                                                        | 85.2                                                        | 86.7                                                        | 86.6                                                        | 85.5                                                        | 78.3                                                        | 70.5                                                        | 65.6                                                        | 68.9                                                        | 72.2                                                        | 76.2                                                        | 78.2                                                        |
| Fuente: Servicio Meteorológico Nacional                     |                                                             |                                                             |                                                             |                                                             |                                                             |                                                             |                                                             |                                                             |                                                             |                                                             |                                                             |                                                             |                                                             |

## Economía
La economía está basada en el agro y la agroindustria.
- Cuenta con una Estación Experimental del INTA. La misma ha incorporado una unidad de vigilancia del cambio climático.
- Caña de azúcar. Industria azucarera.
- Palta
- Cítricos
- Arándanos
- Apicultura
- Pimiento para pimentón (hay un cultivar desarrollado por el INTA local)

## Historia

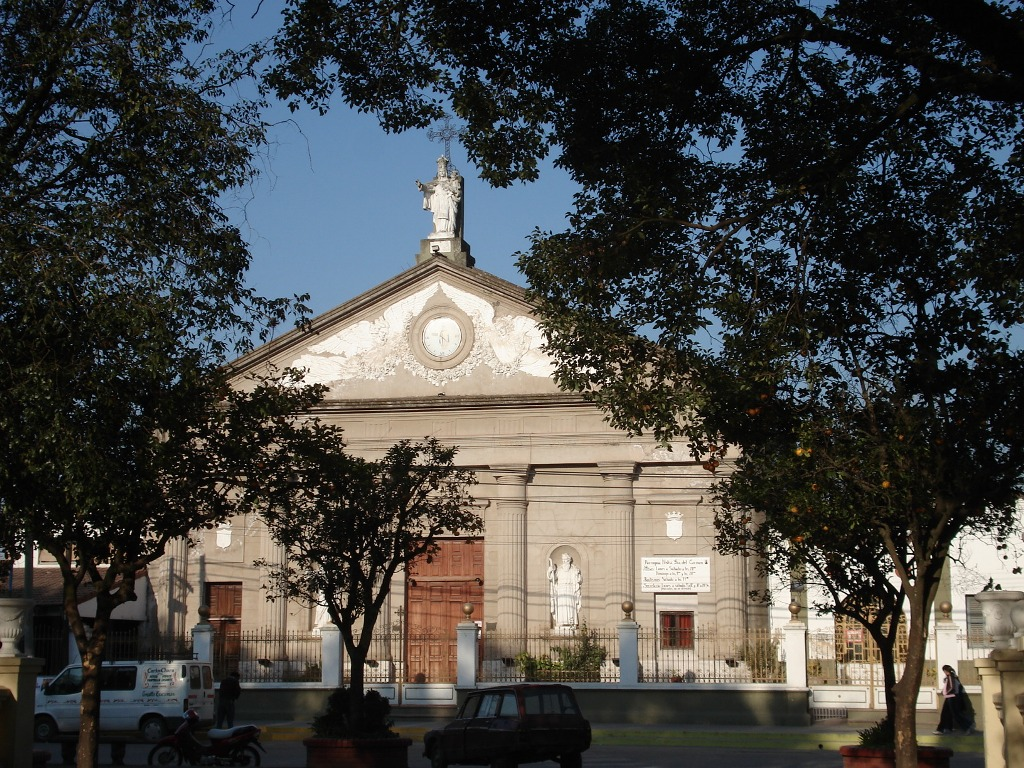
Famaillá: Nuestra Señora del Carmen.

- 19 de septiembre de 1841: Batalla de Famaillá o de Monte Grande: los federales de Manuel Oribe derrotan a las tropas unitarias de Juan Lavalle.
- El departamento fue escenario de la guerrilla rural del ERP —que se enfrentó con el Ejército Argentino en el combate de Manchalá, el 28 de mayo de 1975— y de la instalación de un centro clandestino de detención en la Escuela «Diego de Rojas», conocida como Escuelita de Famaillá y uno de los primeros del terrorismo de Estado subsiguiente.
- El 12 de mayo de 1999, el sector azucarero organizó el Tractorazo, importante concentración de vehículos protestando contra la política económica nacional.

## Turismo
- Fiesta nacional de la empanada (septiembre)
- Parroquia Nuestra Señora del Carmen (Monumento Histórico)
- Anfiteatro «Luis Sandrini», escenario «Simeon Nieva» sede de los números musicales del Festival de la Empanada
- Galería de la Veneración (Parque Temático Religioso)
- Museo a Cielo Abierto
- Balneario municipal
- Parque temático histórico

## Sismicidad
La sismicidad del área de Tucumán —centro norte de Argentina— es frecuente y de intensidad baja, y un silencio sísmico de terremotos medios a graves cada treinta años.
- Sismo de 1861: aunque dicha actividad geológica catastrófica, ocurre desde épocas prehistóricas, el terremoto del 20 de marzo de 1861 (164 años) con 12 000 muertes,[7] señaló un hito importante dentro de la historia de eventos sísmicos argentinos ya que fue el más fuerte registrado y documentado en el país. A partir del mismo la política de los sucesivos gobiernos del norte y de Cuyo han ido extremando cuidados y restringiendo los códigos de construcción.[6] Y con el terremoto de San Juan de 1944 del 15 de enero de 1944 (81 años) los gobiernos tomaron estado de la enorme gravedad crónica de sismos de la región.
- Sismo de 1931: de 6,3 de intensidad, el cual destruyó parte de sus edificaciones y abrió numerosas grietas en la zona[7][6]

## Personalidades destacadas
- Exequiel Palacios
- Miguel Mario Campero
- Carlos Alberto Lobo
- Miguel Martín